# 厳太王太后
厳太王太后（げん たいおうたいごう、生没年不詳）は、五胡十六国時代前涼の人物。第3代君主張駿の正室である。

## 生涯
若い頃から志操があり、下の者の模範であった。厳格にして不義・不正な行いを嫌い、丈夫のような節を有していた。
前涼君主張駿に正室として迎え入れられた。332年には張駿の次子である張重華が世子に立てられているが、彼は側室である馬夫人の子である。厳夫人と張駿の間に子はいなかったか、もしくは長子であったが早世したものと思われる。
346年5月、張重華が立つと、厳夫人は尊んで太王太后に立てられ、永訓宮に住まうようになった。
363年8月、張天錫（張駿の末子、側室である劉美人の子）が立つと、厳夫人は尊んで太王太后に立てられた。張天錫は即位して以降、音楽や酒・女に溺れて政治を省みる事が無く、永訓宮に留まって朝廷にも顔を出すことがなかった。群臣はみなこの振る舞いを固く諫めたが、張天錫は耳を貸さなかった。厳夫人はこれを憂い、心労のあまり亡くなったという。